# Episodi de Le nove vite di Chloe King
La prima ed unica stagione della serie televisiva Le nove vite di Chloe King, composta da 10 episodi, è stata trasmessa in prima visione negli Stati Uniti d'America dalla TV via cavo ABC Family dal 14 giugno al 16 agosto 2011.
In Italia la serie è andata in onda dal 6 febbraio 2012 al 9 aprile 2012 sul canale Deejay TV.
| nº | Titolo originale     | Titolo italiano      | Prima TV USA   | Prima TV Italia  |
| -- | -------------------- | -------------------- | -------------- | ---------------- |
| 1  | Pilot                | Pilot                | 14 giugno 2011 | 6 febbraio 2012  |
| 2  | Redemption           | Redemption           | 21 giugno 2011 | 13 febbraio 2012 |
| 3  | Green Star           | Green Star           | 28 giugno 2011 | 20 febbraio 2012 |
| 4  | All Apologies        | All Apologies        | 5 luglio 2011  | 27 febbraio 2012 |
| 5  | Girls Night Out      | Girls Night Out      | 12 luglio 2011 | 5 marzo 2012     |
| 6  | Nothing Compares 2 U | Nothing Compares 2 U | 19 luglio 2011 | 12 marzo 2012    |
| 7  | Dogs of War          | Dogs of War          | 26 luglio 2011 | 19 marzo 2012    |
| 8  | Heartbreaker         | Heartbreaker         | 2 agosto 2011  | 26 marzo 2012    |
| 9  | Responsible          | Responsible          | 9 agosto 2011  | 2 aprile 2012    |
| 10 | Beautiful Day        | Beautiful Day        | 16 agosto 2011 | 9 aprile 2012    |